# 1096 Reunerta
1096 Reunerta је астероид главног астероидног појаса. Приближан пречник астероида је 45,83 ,
а средња удаљеност астероида од Сунца износи 2,601 астрономских јединица (АЈ).
Инклинација (нагиб) орбите у односу на раван еклиптике је 9,486 степени, а орбитални период износи 1532,667 дана (4,196 године). Ексцентрицитет орбите астероида износи 0,192.
Апсолутна магнитуда астероида износи 10,30 а геометријски албедо 0,063.
Астероид је откривен 21. јула 1928. године.